# 勞塔羅島
64°49′S 63°6′W / 64.817°S 63.100°W
勞塔羅島（Lautaro Island），是南極洲的島嶼，長2公里，處於勒梅爾島以西的傑拉許海峽，屬於帕默群島的一部分，由比利時探險隊發現，以智利探險船命名，現時由南極條約體系管理。